# Hilal Sezgin

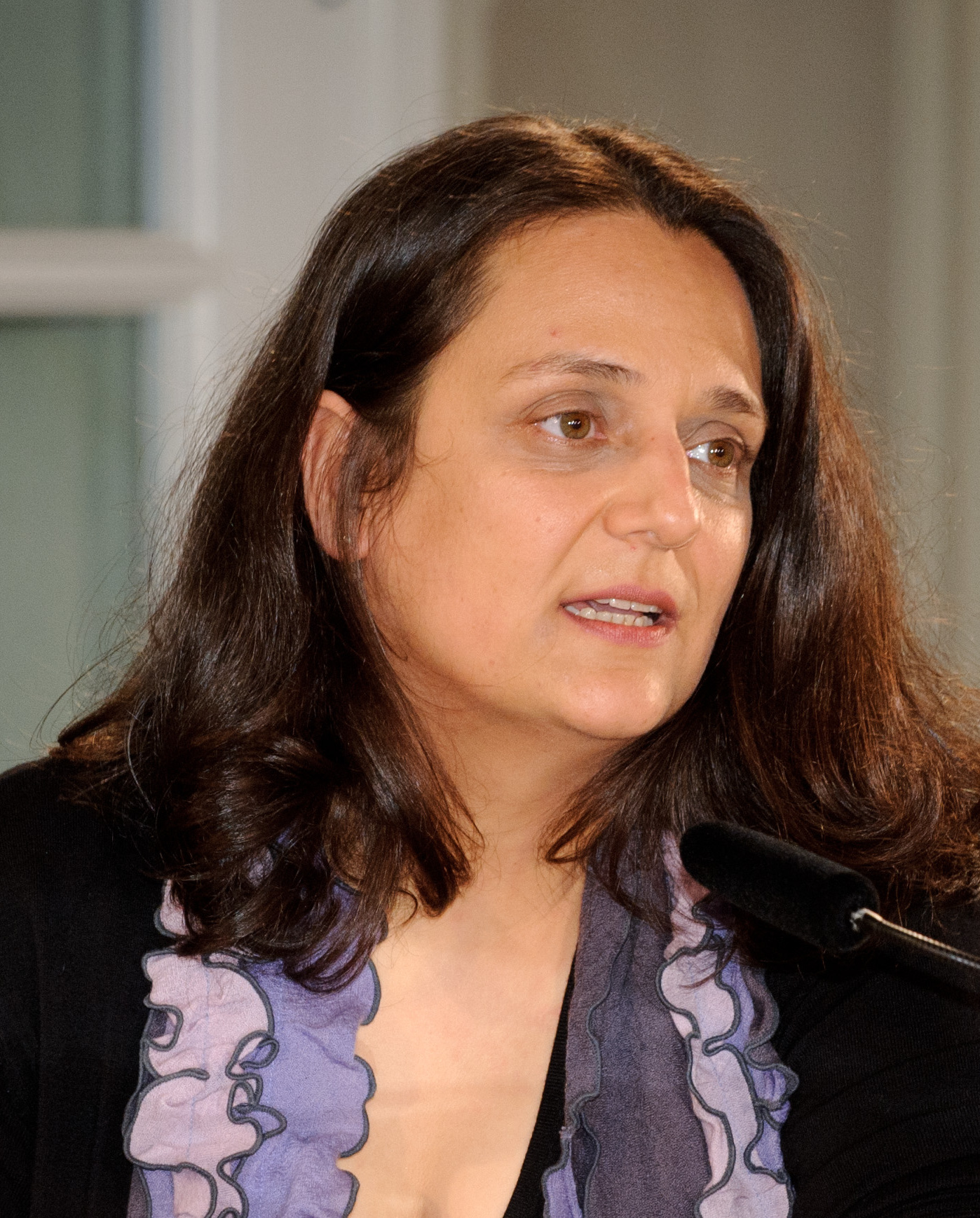
Hilal Sezgin, 2011

Hilal Sezgin (* 29. Mai 1970 in Frankfurt am Main) ist eine türkisch-deutsche Schriftstellerin, Publizistin und Journalistin.

## Leben
Hilal Sezgin ist die Tochter der Islamwissenschaftler Ursula und Fuat Sezgin. Sie besitzt die deutsche und die türkische Staatsbürgerschaft. Nach dem Abitur in Braunschweig studierte sie in Frankfurt am Main Philosophie mit den Schwerpunkten Moralphilosophie und Politische Theorie sowie Soziologie und Germanistik.
Sie lebt in einem Dorf im Landkreis Lüneburg.

## Publizistische Arbeit
Sezgin ist eine der wenigen muslimischen Autoren, die in Deutschland für überregionale Zeitungen berichten. Sie befasst sich vor allem mit Feminismus, Islam und Islamophobie sowie Tierethik. Sezgin schreibt Hintergrundtexte, Essays und Kolumnen für Zeitungen und Zeitschriften, so die Kolumne Meine Tiere, die seit 2011 in der Frankfurter Rundschau und der Berliner Zeitung erscheint. Seit 2006 ist sie eine der Schlagloch-Kolumnistinnen auf der Meinungsseite der taz. Von 2007 bis 2010 gehörte sie zu den vier regelmäßigen Autoren des Islamischen Worts beim SWR.
Als Buchautorin debütierte sie 1999 mit dem historischen Kriminalroman Der Tod des Maßschneiders.
Eine Sammlung von Feuilleton-Artikeln, die sie für die Frankfurter Rundschau schrieb, erschien 2005 in Buchform: Kleines ABC der Freiheiten. 2006 folgte das Sachbuch Typisch Türkin?, in dem sie die neue Generation türkischstämmiger deutscher Frauen porträtierte. Gemeinsam mit Nasr Hamid Abu Zaid veröffentlichte sie Mohammed und die Zeichen Gottes (2008), ein Buch über den Koran und die Zukunft des Islams. Sie setzt sich für die Anerkennung von gleichgeschlechtlichen Lebenspartnerschaften ein und verteidigt das Recht muslimischer Frauen, im Arbeitsleben und in der Öffentlichkeit Kopftuch zu tragen. 2010 initiierte sie einen mit Sie sind unser Präsident überschriebenen Offenen Brief deutscher Muslime an den damaligen Bundespräsidenten Christian Wulff. 2011 gab sie ein Sammelwerk unter dem Titel Das Manifest der Vielen heraus. Im Buch kritisieren 30 Autoren mit Migrationshintergrund die Thesen Thilo Sarrazins in dessen Buch Deutschland schafft sich ab.
Über Tiernutzung, Tierrechte und Veganismus veröffentlichte Hilal Sezgin drei Bücher. Das 2014 erschienene Buch Artgerecht ist nur die Freiheit stellte Thomas Macho in der NZZ in eine Reihe mit Jonathan Safran Foers Tiere essen, Karen Duves Anständig essen und Zoopolis von Sue Donaldson. Eckhard Fuhr meinte in Die Welt, dass eine rigorose Tierethik, wie Sezgin sie fordere, zentrale Menschenrechte außer Kraft setze. Das Buch Wieso? Weshalb? Vegan!, erschienen 2016, schrieb sie für Leser ab 12 Jahren. Doch es handle sich nicht um ein Jugendsachbuch, befand Armin Pfahl-Traughber in einer Rezension. Ihr Plädoyer für ein tierfreundliches Leben sei „journalistisch und nicht wissenschaftlich, appellierend und nicht neutral verfasst“. Dabei sei die Autorin aber „auf keiner einzigen Seite niveaulos oder pauschalisierend“.
Sezgin kritisiert Umweltschützer wegen ihres Fleischkonsums und spricht sich gegen Zoos aus. Sie betreibt seit 2007 einen Lebenshof für Schafe in der Lüneburger Heide und lebt selbst vegan. Für das Feuilleton der Frankfurter Rundschau schreibt sie die Kolumne Unter Tieren.

## Mitgliedschaften
Hilal Sezgin ist Mitglied des Liberal-Islamischen Bundes und Jurymitglied der Sachbuch-Bestenliste der Süddeutschen Zeitung, der Sachbuch-Bestenliste der Wochenzeitung Die Zeit, sowie seit April 2016 auch in der Jury des NDR Kultur Sachbuchpreises.

## Auszeichnungen
- 2005: Lobende Erwähnung bei der Verleihung des Marlies-Hesse-Nachwuchspreises des Journalistinnenbundes[19]
- 2010: Titel einer der European Muslim Women of Influence des „Strategic Dialogue“[20]
- 2016: Nennung unter den 25 Frauen, die unsere Welt besser machen, Digitalmagazin Edition F[21]